# WordPerfect Office
WordPerfect Office is een kantoorsoftwarepakket van Corel Corporation. Het pakket is leverbaar als standaard, professionaal en thuis en student.
In dit pakket worden volgende programma's verenigd:
- Corel Presentations (vergelijkbaar met LibreOffice Impress en Microsoft PowerPoint)
- CorelCENTRAL (adresboek, agenda, kaartenbak etc.)
- Quattro Pro (spreadsheet)
- WordPerfect (tekstverwerker)

Niet standaard, maar extra erbij kan Ventura gebruikt worden, een dtp-programma.
Daarnaast voert Corel de programma's CorelDRAW en CorelPhoto-Paint met de bijbehorende grafische hulpprogramma's CorelCapture en Corel Trace.